# Noeetomima huzhengkuni
Noeetomima huzhengkuni is een vliegensoort uit de familie van de Lauxaniidae. De wetenschappelijke naam van de soort werd voor het eerst geldig gepubliceerd in 2020 door Shi en Liu.